# Шатийон-сюр-Сен (кантон)
Шатийон-сюр-Сен (фр. Châtillon-sur-Seine) — кантон во Франции, находится в регионе Бургундия. Департамент кантона — Кот-д’Ор. Входит в состав округа Монбар. Население кантона на 2006 год составляло 11 247 человек.
Код INSEE кантона — 2108. Всего в кантон Шатийон-сюр-Сен входят 28 коммун, из них главной коммуной является Шатийон-сюр-Сен.

## Коммуны кантона
- Эзе-сюр-Сен — население 215 чел.
- Ампийи-ле-Сек — население 373 чел.
- Бремюр-э-Воруа — население 53 чел.
- Бёнсе — население 381 чел.
- Шамсон — население 296 чел.
- Шарре-сюр-Сен — население 130 чел.
- Шатийон-сюр-Сен — население 5837 чел.
- Шомон-ле-Буа — население 88 чел.
- Шмен-д’Эзе — население 56 чел.
- Кумье-ле-Сек — население 273 чел.
- Этроше — население 238 чел.
- Гоммевиль — население 141 чел.
- Мезе-ле-Дюк — население 104 чел.
- Массенжи — население 161 чел.
- Монлио-э-Курсель — население 291 чел.
- Моссон — население 87 чел.
- Но-сюр-Сен — население 267 чел.
- Нуарон-сюр-Сен — население 91 чел.
- Обтре — население 73 чел.
- Потьер — население 193 чел.
- Прюли-сюр-Урс — население 178 чел.
- Сент-Коломб-сюр-Сен — население 932 чел.
- Ваннер — население 62 чел.
- Ванве — население 279 чел.
- Вилле-Патра — население 100 чел.
- Вилье-ле-Дюк — население 125 чел.
- Виллот-сюр-Урс — население 113 чел.
- Ви (Кот-д’Ор) — население 110 чел.